# Католицизм в Сент-Винсенте и Гренадинах

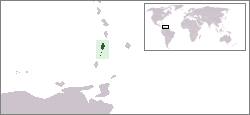
Расположение государства Сент-Висент и Гренадины

Католицизм в Сент-Винсенте и Гренадинах — Римско-Католическая Церковь в островном государстве Сент-Винсент и Гренадины является частью всемирной Католической церкви.
Численность католиков в Сент-Винсенте и Гренадинах составляет около 14 тысяч человек (13 % от общей численности населения). По численности католики занимают третье место по численности после Англиканской церкви и методистов.

## История
С самого начала своего существования католическая община на островах Сент-Винсент и Гренадины подчинялась епископу Тринидада и Тобаго. В 1956 году острова вошли в состав епархии Сент-Джордеса, центр которой располагался в столице государства Гренадины. В 1970 году была создана епархия Бриджтауна-Кингстауна, которая в 1989 году была разделена Римским папой Иоанном Павлом II на две самостоятельные епархии Бриджтауна и Кингстауна.
В 2011 году кафедра епархии Кингстауна была передана епископу Бриджтауна.
Католическая церковь на Сент-Винсент и Гренадины входит в состав Конференции католических епископов Антильских островов.

## Структура
На территории Сент-Винсент и Гренадины действуют семь приходов, из них три церкви на острове Сент-Винсент и четыре — на Гренадинах.

## Нунции
17 апреля 1990 года Римский папа Иоанн Павел II выпустил бреве «Universalis per terras», которой учредил на Сент-Винсент и Гренадины апостольскую нунциатуру.
- Эудженио Сбарбаро — (7 февраля 1991 — 26 апреля 2000 — назначен апостольским нунцием в Югославии);
- Эмиль-Поль Шерриг — (8 июля 2000 — 22 мая 2004 — назначен апостольским нунцием в Корее);
- Томас Галликсон — (2 октября 2004 — 21 мая 2011 — назначен апостольским нунцием на Украине);
- Никола Джирасоли — (29 октября 2011 — по настоящее время).